# Janina Malska
Janina Malska (ur. 12 grudnia 1970) – polska lekkoatletka, specjalistka biegów długodystansowych, dwukrotna mistrzyni Polski.

## Kariera
Zdobyła mistrzostwo Polski w maratonie w 2000 i 2005, wicemistrzostwo w maratonie w 1994 i 2006, a także brązowe medale w półmaratonie w 1993, w biegu na 10 000 metrów i w biegu przełajowym w 1994 i w maratonie w 2006.
Zajmowała czołowe miejsca w wielu biegach maratońskich, m.in. zwyciężyła w Maratonie Warszawskim w 2004 i w Cracovia Maraton w 2005.
Była zawodniczką klubów: Kłos Olkusz, KS Olkusz i Wawel Kraków.
Rekordy życiowe::
| Konkurencja           | Data i miejsce              | Wynik    |
| --------------------- | --------------------------- | -------- |
| bieg na 5000 metrów   | 23 sierpnia 1997, Suwałki   | 16:38,98 |
| bieg na 10 000 metrów | 26 czerwca 1994, Piła       | 34:53,85 |
| półmaraton            | 2 września 2001, Klagenfurt | 1:16:15  |
| maraton               | 1 maja 1994, Toruń          | 2:40:26  |